# Тайсон Барселлос Фреда
Тайсон Барсе́ллос Фре́да або просто Тайсон (порт. Taison Barcellos Freda; нар. 13 січня 1988, Пелотас, Ріу-Гранді-ду-Сул, Бразилія) — бразильський футболіст, атакувальний півзахисник клубу «ПАОК». Грав за збірну Бразилії.

## Біографія

### Початок кар'єри

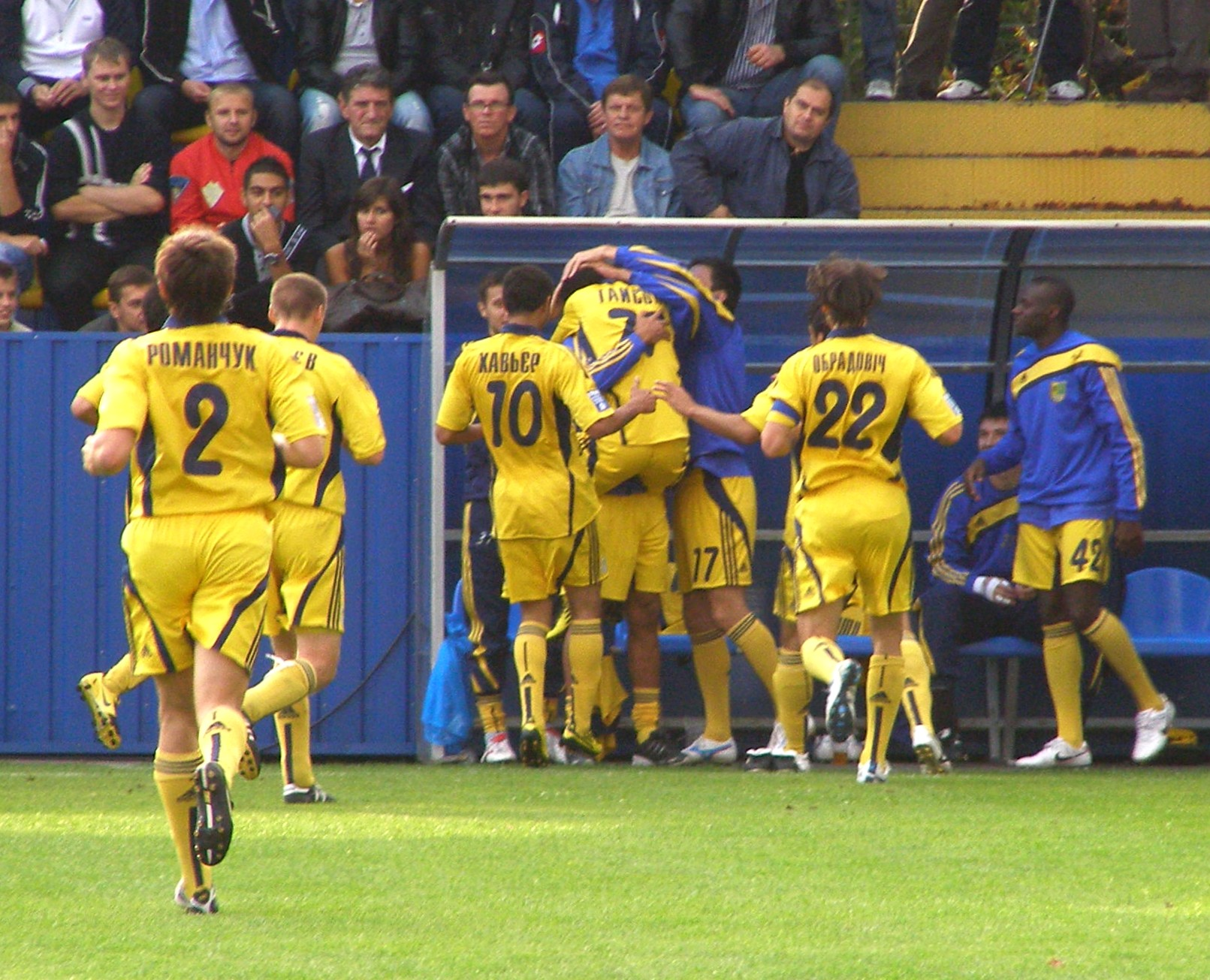
Тайсон святкує перший гол в Україні (вересень 2010)

У 13 років Тайсон став гравцем футбольної школи «Греміо Бразил» в Пелотасі. Незабаром його знайшли скаути «Інтернасьйонала» і він продовжив навчання вже в школі бразильського гранда. У 2006—2007 роках виступав за молодіжний склад клубу. В основу «колорадос» потрапив у 2008 році.
У розіграші чемпіонату штату Ріу-Гранді-ду-Сул 2009 року став гравцем основи, склавши ударну зв'язку нападу з Нілмаром та Александро. При цьому Тайсон, відходячи в півзахист, сам досить часто відзначався забитими голами. Цей період у першій половині 2009 року видався по-справжньому зоряним для гравця — він став найкращим бомбардиром Ліги Гаушу (15 голів), а потім і найкращим бомбардиром Кубка Бразилії (7 голів), де допоміг своїй команді дійти до фіналу.

### «Металіст»
У серпні 2010 року Тайсон був куплений харківським «Металістом» за 6 млн доларів. Майже відразу він став основним гравцем команди Маркевича та допоміг їй двічі фінішувати третьою в чемпіонаті України, а також дійти до чвертьфіналу Ліги Європи в сезоні 2011/12. У тому розіграші турніру він став автором одного з найшвидших голів Ліги Європи, забивши м'яч у ворота австрійського «Ред Булла» вже на 19-й секунді.

### «Шахтар»
11 січня 2013 Тайсон перейшов в донецький «Шахтар» за 20 млн доларів.

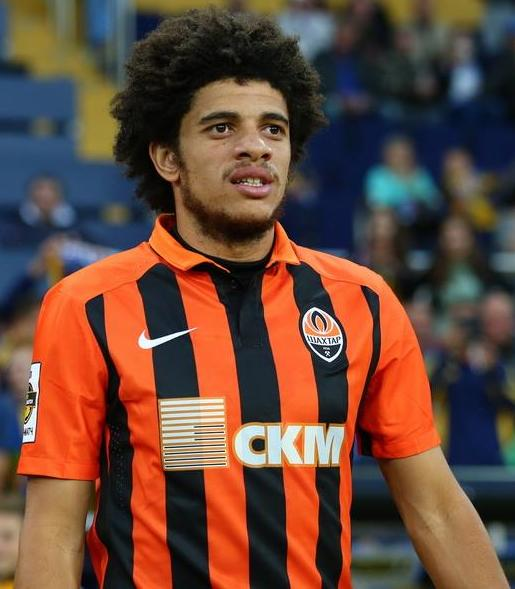
Тайсон з «Шахтарем» у 2015 році

Бразилець повинен був стати заміною іншому бразильцю — Вілліану, який перейшов до російського клубу «Анжі». Дебютував у новій команді Тайсон у матчі 1/8 фіналу Ліги Чемпіонів проти дортмундської «Боруссії». Проте, бразильцеві знадобилося півроку та трансфери Мхітаряна і Фернандінью, щоб закріпитися в основі команди Луческу.
З приходом на тренерський місток «Шахтаря» Паулу Фонсеки влітку 2016 року остаточно зарезервував за собою місце ключового атакувального півзахисника. У матчі 1/8 Ліги Європи проти «Андерлехта»(3:1) на 21-й хвилині забив перший гол у матчі. У підсумку, став найкращим гравцем матчу.
13 вересня 2017 року забив гол у першому турі Лізі чемпіонів проти «Наполі» (2:1) на 15-й хвилині. 14 грудня 2017 року одразу два гравці «Шахтаря» стали претендентами на нагороду Samba Gold, яка щороку вручається найкращому бразильському футболісту в Європі. Це були Фред і сам Тайсон.
14 грудня 2017 року було оголошено, що Тайсон найкращий за забіганнями в груповому етапі Лізи чемпіонів: у його активі 38 забігань у 5 матчах. Став найкращим гравцем «Шахтаря» у 2018 році, за результатами голосування вболівальників, набравши 4675 голосів. 19 жовтня півзахисник вибув на кілька тижнів через травму, яку він отримав у матчі проти луганської «Зорі» після грубого підкату Ігора Харатіна. Сам Харатін навіть не отримав вилучення після фолу. Деякі експерти пригадали схожий момент коли Тайсон в схожому підкаті збив Ярмоленка, і також не був вилучений. 14 лютого в матчі Ліги Європи проти «Айнтрахта» забив гол на 67-й хвилині, чим допоміг «Шахтарю» вирвати нічию 2:2.
Був найбільш високооплачуваним гравцем «Шахтаря» із зарплатою в 3 мільйони євро на рік.

### «Інтернасьйонал»
16 квітня 2021 року «Інтернасьйонал» оголосив, про повернення Тайсона, який був гравцем спочатку молодіжної, а потім і дорослої команди клубу з 2004 до 2010 року; між сторонами був підписаний контракт до 2023 року.

## Виступи за збірну
У 2014 році Тайсон міг стати громадянином України. Він навіть виконав частину гімну України.
2016 року дебютував в офіційних матчах у складі  збірної Бразилії. 13 червня 2017 вийшов на заміну замість колишнього одноклубника Дугласа Кости на 58-й хвилині, і відзначився дебютним голом за збірну.
У травні 2018 року, провівши на той момент шість ігор за збірну, був включений до її заявки для участі у чемпіонаті світу 2018 року, проте не провів жодного матчу на мундіалі.
| Дата       | Місто     | Господарі | Результат | Гості     | Турнір            | Голи | Примітки |
| ---------- | --------- | --------- | --------- | --------- | ----------------- | ---- | -------- |
| 6-9-2016   | Манаус    | Бразилія  | 2 – 1     | Колумбія  | Відбір до ЧС 2018 | -    | 86'      |
| 11-10-2016 | Мерида    | Венесуела | 0 – 2     | Бразилія  | Відбір до ЧС 2018 | -    | 89'      |
| 9-6-2017   | Мельбурн  | Бразилія  | 0 – 1     | Аргентина | товариський матч  | -    | 90+2'    |
| 13-6-2017  | Мельбурн  | Австралія | 0 – 4     | Бразилія  | товариський матч  | 1    | 58'      |
| 10-11-2017 | Лілль     | Японія    | 1 – 3     | Бразилія  | товариський матч  | -    | 71'      |
| 23-3-2018  | Москва    | Росія     | 0 – 3     | Бразилія  | товариський матч  | -    | 79'      |
| 3-6-2018   | Ліверпуль | Бразилія  | 2 – 0     | Хорватія  | товариський матч  | -    | 82'      |
| 10-6-2018  | Відень    | Австрія   | 0 – 3     | Бразилія  | товариський матч  | -    | 76'      |
| Усього     |           | Матчів    | 8         |           | Голів             | 1    |          |

## Титули та досягнення

### Командні

#### «Інтернасьйонал»
- Віце-чемпіон Бразилії: 2009
- Чемпіон Ліги Гаушу: 2008, 2009
- Фіналіст Кубка Бразилії: 2009
- Володар Кубка Лібертадорес: 2010
- Володар Південноамериканського кубка: 2008
- Володар Кубка банку Суруга: 2009

#### «Металіст»
- Бронза чемпіонату України (2): 2010-2011, 2011-2012

#### «Шахтар»
- Чемпіон України (6): 2012-2013, 2013-2014, 2016-2017, 2017-2018, 2018-2019, 2019-2020
- Срібло чемпіонату України (2): 2014–2015, 2015–2016
- Володар Кубка України (4): 2012–2013 2013, 2015-16, 2016-17, 2017–2018

### Індивідуальні
- Футболіст року в чемпіонаті України: 2019
- Легіонер року в чемпіонаті України (2): 2011, 2019
- Найкращий бомбардир Ліги Гаушу: 2009
- Найкращий бомбардир Кубка Бразилії: 2009
- Єдиний гравець, який забивав у 7 поспіль сезонах Ліги Європи[14]